# Saint-André-d’Huiriat
Saint-André-d’Huiriat település Franciaországban, Ain megyében. Lakosainak száma 671 fő (2022. január 1.). Saint-André-d’Huiriat Biziat, Cruzilles-lès-Mépillat, Illiat, Laiz és Saint-Julien-sur-Veyle községekkel határos.

## Népesség
A település népessége az elmúlt években az alábbi módon változott:
| Lakosok száma | 366  | 334  | 368  | 497  | 547  | 579  | 626  | 658  | 680  | 671  |
|               | 1968 | 1982 | 1990 | 2006 | 2013 | 2015 | 2017 | 2019 | 2020 | 2022 |